# Lancaster Gate (tunnelbanestation)
Lancaster Gate är en station i Londons tunnelbana. Den ligger på linjen Central line, mellan stationerna Queensway och Marble Arch. Trots namnet ligger den närmast Marlborough gate-ingången till Hyde Park, ingången Lancaster Gate ligger tre hundra meter längre bort.   

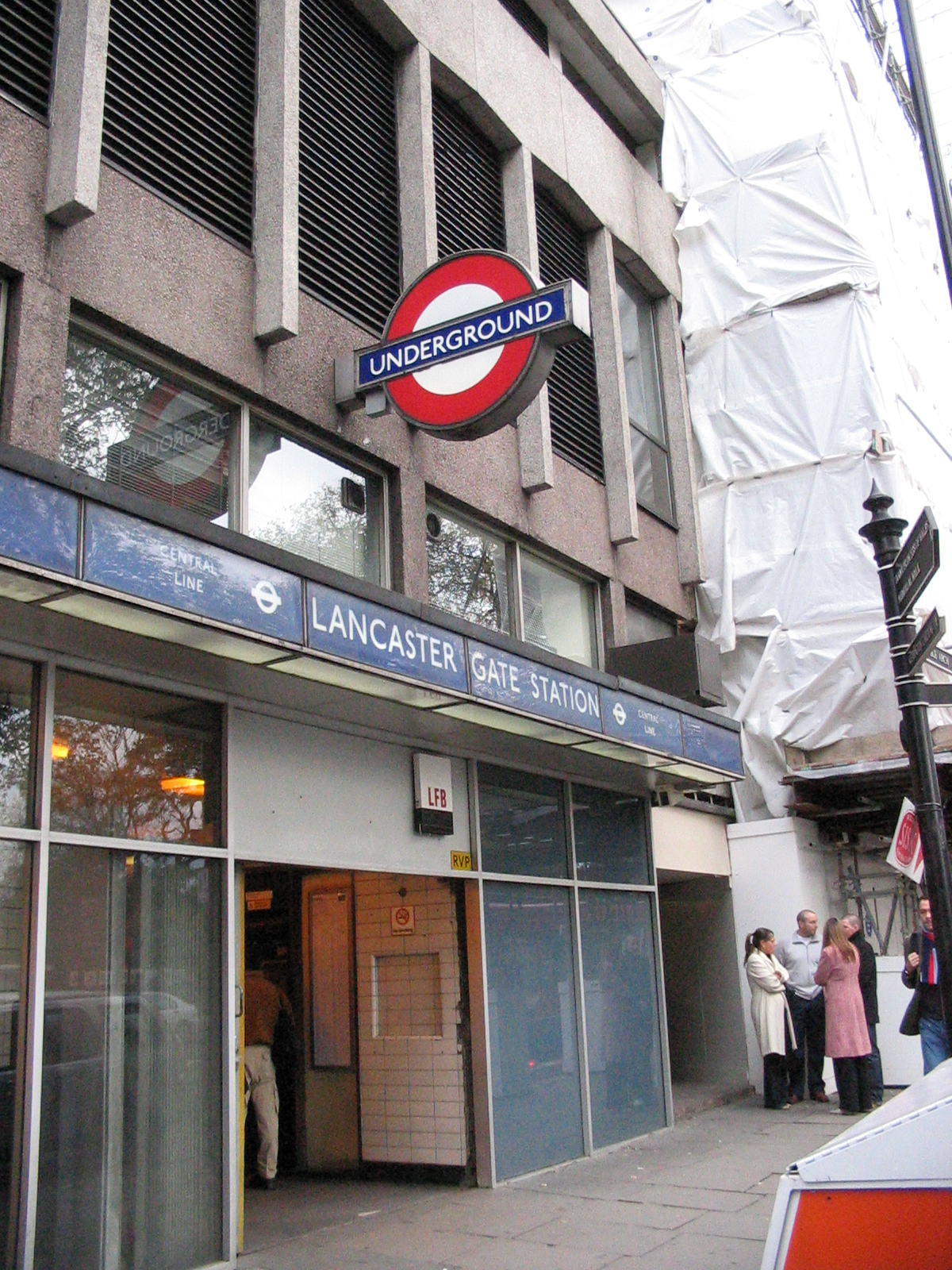
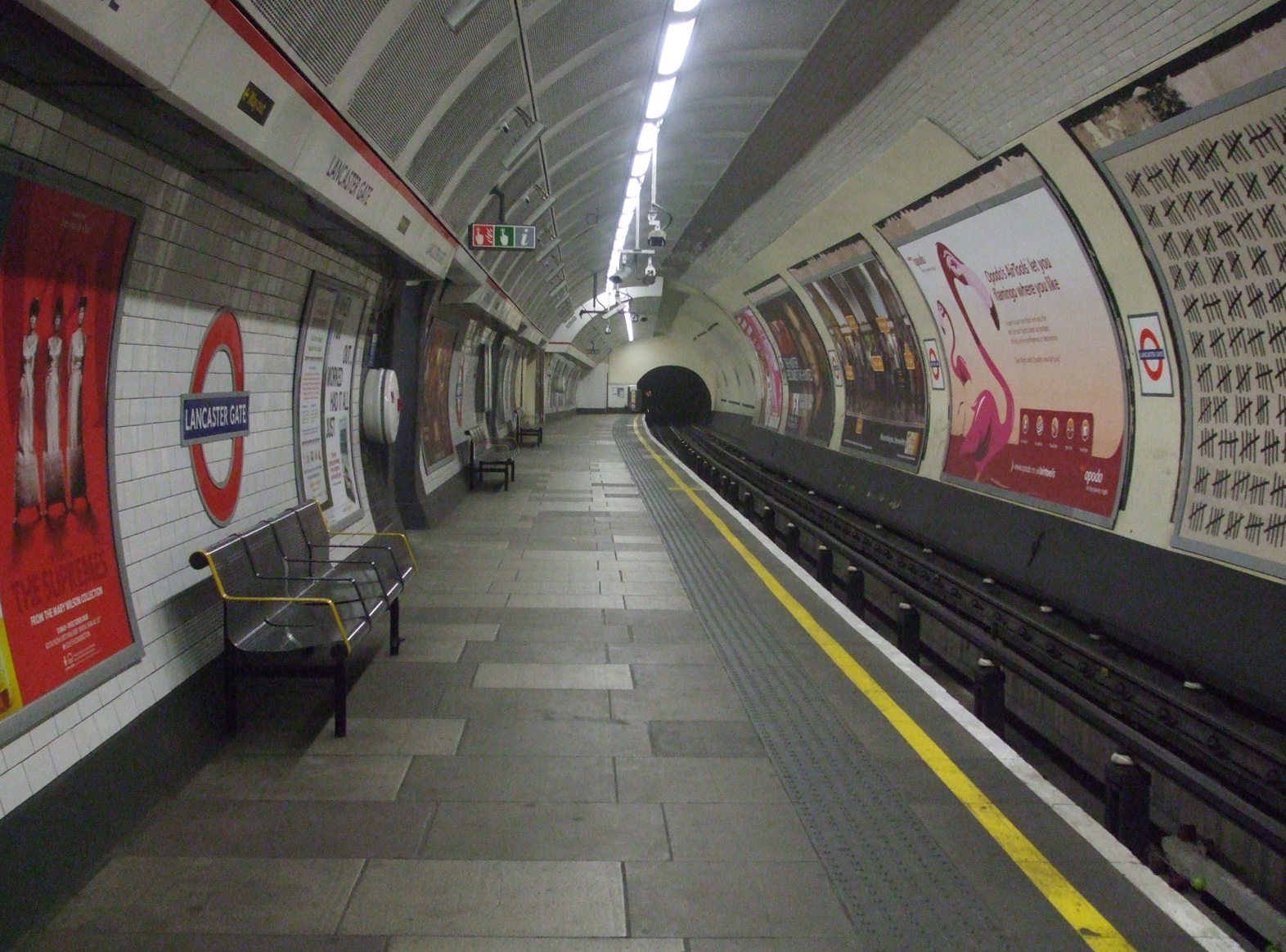
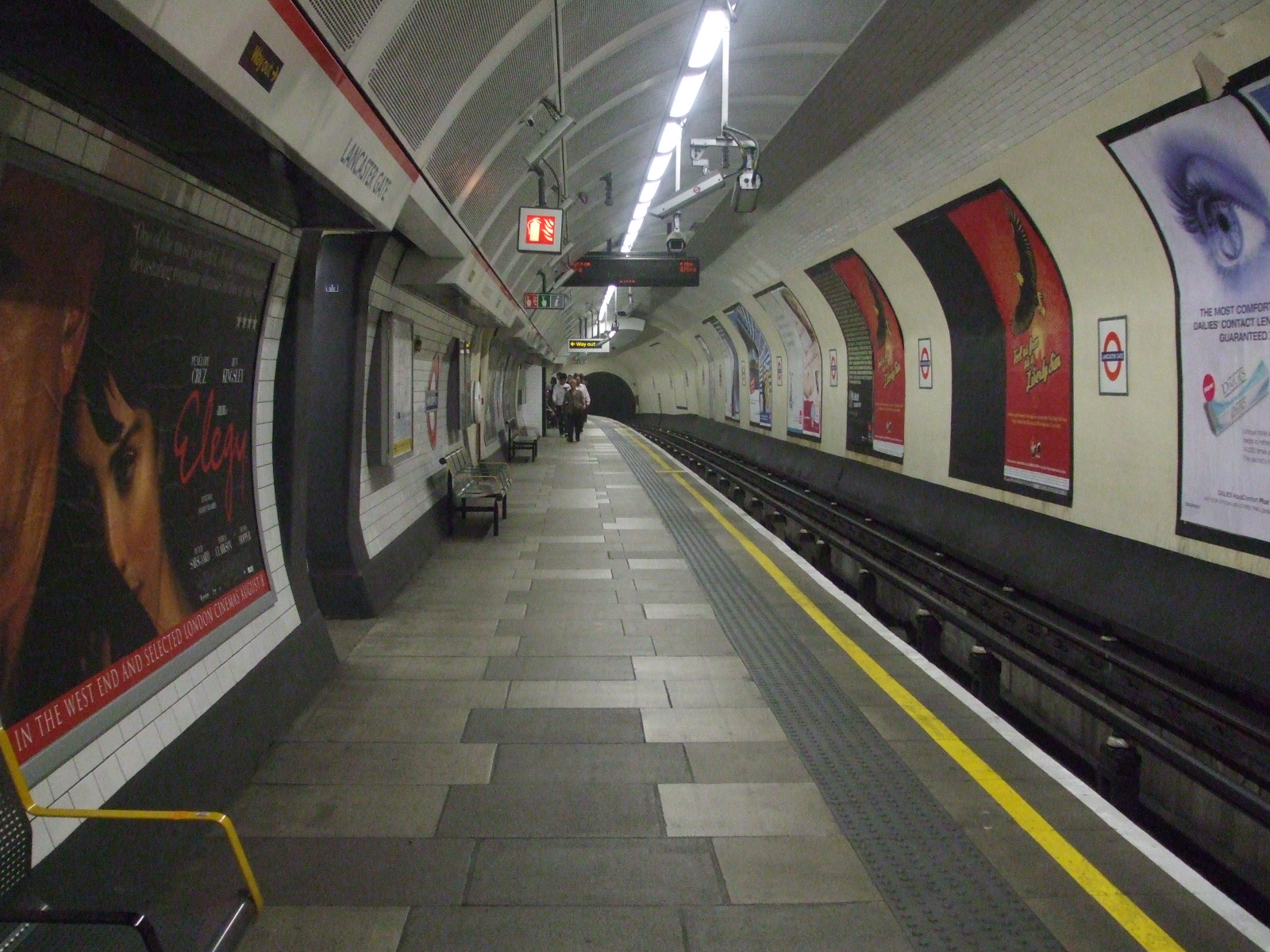
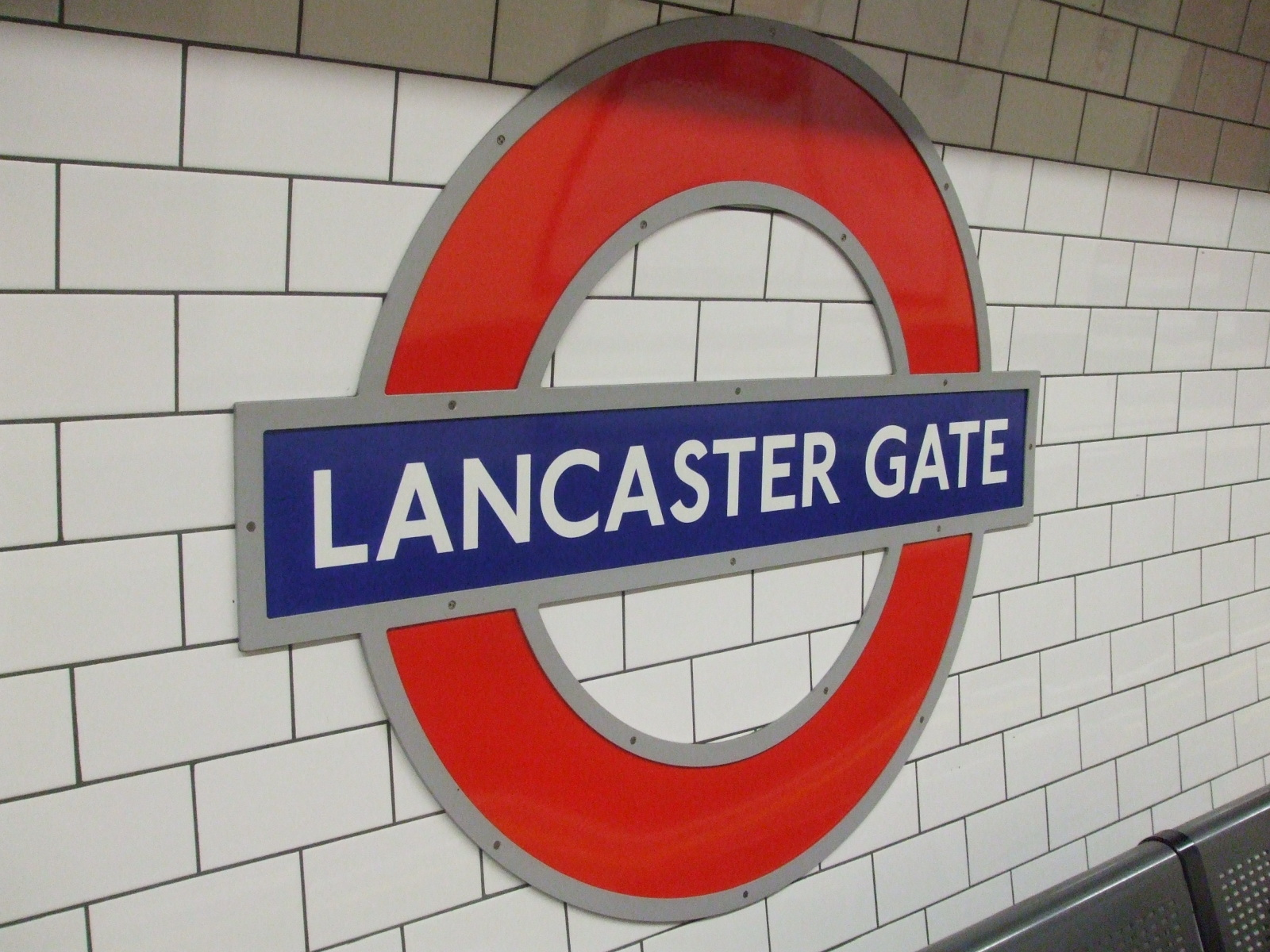